# Blue Hills Reservation Parkways

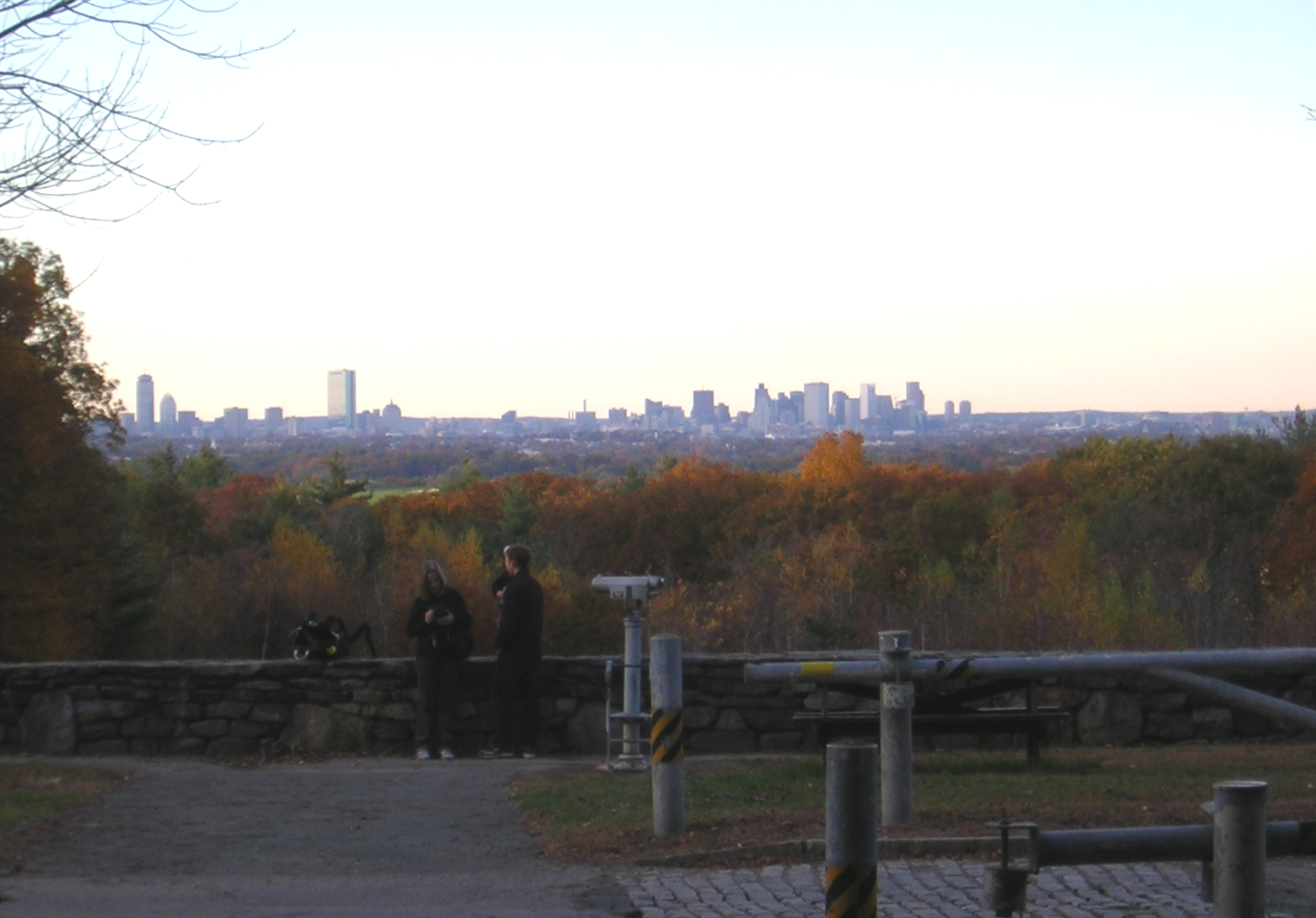
Blick von der Chickatawbut Road auf Boston

Bei den Blue Hills Reservation Parkways handelt es sich um eine Gruppe von historischen Parkways im Schutzgebiet Blue Hills Reservation im Bundesstaat Massachusetts der Vereinigten Staaten. Sie wurden im Jahr 1894 vom Landschaftsarchitekten Charles Eliot entworfen und 2003 als Historic District in das National Register of Historic Places aufgenommen. Das Straßensystem wird vom Department of Conservation and Recreation (DCR) verwaltet und ist Teil des Metropolitan Park System of Greater Boston.

## Parkways des Straßensystems
Die Blue Hill River Road und die Green Street befinden sich auf dem Stadtgebiet von Canton. Die Chickatawbut Road verläuft von West nach Ost durch Milton, Quincy, Milton, Quincy und Braintree. Die Straßen Hillside Street und Unquity Road befinden sich auf dem Stadtgebiet von Milton, und die Wampatuck Road liegt vollständig in Quincy.
Obwohl die Straßen Teil des Schutzgebiets sind, befinden sich an vielen Stellen eine oder beide Straßenseiten in privatem Besitz.